# 1943 코파 델 헤네랄리시모 결승전
1943 코파 델 헤네랄리시모 결승전(스페인어: La Final de la Copa del Generalísimo de 1943)은 현재 코파 델 레이로 알려진 스페인 컵대회의 39번째 결승전이다. 이 경기는 1943년 6월 20일, 마드리드의 메트로폴리타노에서 열렸고, 아틀레티코 빌바오가 연장전 끝에 레알 마드리드를 1-0으로 이기고 통산 14번째 대회 우승을 거두었다.

## 상세 경기 정보
| 아틀레티코 빌바오 | 1–0 (연장전)      | 레알 마드리드 |
| ----------------- | ----------------- | ------------- |
| 사라 104′         | 리포트 (스페인어) |               |

| 아틀레티코 빌바오: |    |                       |
|                    |    |                       |
| GK                 | 1  | 라이문도 레사마       |
| DF                 | 2  | 후안 호세 미에사      |
| DF                 | 3  | 이사크 오세하 (주장)  |
| MF                 | 4  | 이히니오 오르투사르   |
| MF                 | 5  | 안토니오 오르티스     |
| MF                 | 6  | 난도                  |
| FW                 | 7  | 에르메네힐도 엘리세스 |
| FW                 | 8  | 호세 루이스 파니소    |
| FW                 | 9  | 텔모 사라             |
| FW                 | 10 | 이시도로 우라         |
| FW                 | 11 | 아구스틴 가인사       |
| 감독:              |    |                       |
| 후안 우르키수      |    |                       |

| 레알 마드리드: |    |                             |
|                |    |                             |
| GK             | 1  | 곤살로 마르사               |
| DF             | 2  | 호세 마리아 케레헤타        |
| DF             | 3  | 호세 코로나                 |
| MF             | 4  | 호세 라몬 사우토            |
| MF             | 5  | 후안 안토니오 이피냐 (주장) |
| MF             | 6  | 몰레이로                    |
| FW             | 7  | 안토니오 알수아             |
| FW             | 8  | 추스 알론소                 |
| FW             | 9  | 프루덴                      |
| FW             | 10 | 사비노 바리나가             |
| FW             | 11 | 파스콸 보테야               |
| 감독:          |    |                             |
| 라몬 엔시나스  |    |                             |

## 같이 보기
- 구 고전 더비